# Тисови
Тисови (Taxaceae) е семейство иглолистни растения. Те са силно разклонени дребни дървета и храсти.
Листата на тисовите са вечнозелени, спирално разположени, с бледозелени или бели ивици от долната страна. Повечето видове са двудомни, по-рядко – еднодомни. Мъжките шишарки са дълги 2 – 5 cm и разпръскват полена си в началото на пролетта. Женските шишарки са силно редуцирани със само по една люспа и едно семе. При узряването на семето люспата се развива в месест арилус, образувание, характерно за тисовите и наподобяващо плод. Зрелият арилус е ярко оцветен, мек, сочен и сладък. Той се използва за храна от птиците, които разпръскват твърдото семе с изпражненията си.

## Класификация
В миналото тисовите често са разглеждани като различни от другите иглолистни и са обособявани в отделен разред Taxales. В наши дни те обикновено се включват, заедно с всички останали иглолистни, в разред Бороцветни, тъй като ДНК-анализите показват, че те са монофилетични с останалите семейства в разреда. Тази класификация е подкрепена и с микроморфологични изследвания.
Родовете Torreya и Amentotaxus, в миналото причислявани към семейството, в резултат на генетични изследвания са преквалифицирани в сродното семейство Cephalotaxaceae. Други класификации включват цялото семейство Cephalotaxaceae в семейство Тисови, което в този случай обхваща 6 рода и около 30 вида. Основните разлики между Taxaceae и Cephalotaxaceae са, че при първите арилусът обвива семето частично, а не изцяло, шишарката узрява за 6 – 8 месеца, вместо за 18 – 20 месеца, и зрялото семе е дълго 5 – 8 mm (с изключение на род Austrotaxus, при който достига 25 mm), вместо 12 – 40 mm.
Най-старият потвърден член на семейство Тисови е Palaeotaxus rediviva от началото на юрата, открит в Швеция. Фосили на видове от съществъващия и днес род Amentotaxus от средната юра в Китай показват, че през тази ера тисовите вече значително са се диверсифицирали.
Широко дефинираното семейство Тисови (включително Cephalotaxus) се състои от 6 съществуващи рода и около 30 вида. Cephalotaxus е прехвърлен от самостоятелното си семейство Cephalotaxaceae в Тисови. Филогенетични свидетелства подкрепят наличието на много близко родство между Cephalotaxus и други членове на Тисови, а морфологичните разлики са несъществени.

### Родове:
- Amentotaxus Pilg.
- Austrotaxus Compton
- Cephalotaxus Siebold & Zucc. ex Endl.
- Pseudotaxus W.C.Cheng
- Taxus L.
- Torreya Arn.